# María Josefa Mujía
María Josefa Mujía, née en 1812 à Chuquisaca en Bolivie, morte le 30 juillet 1888 à Sucre, est une poétesse bolivienne.
Aveugle depuis l'âge de 14 ans, elle est l'une des premières poétesses romantiques de Bolivie et elle est considérée comme la première femme écrivain du pays après son indépendance. Sa poésie est saluée pour sa sincérité et son lyrisme, et son côté sombre et douloureux lui vaut le surnom de « la Alondra del dolor » (l'« Alouette de la douleur »).

## Biographie
María Josefa Catalina Estrada Mujía naît à Sucre en 1812. Elle est la fille de Miguel Mujía et de Andrea Estrada. Elle grandit pendant la guerre d'indépendance bolivienne qui avait commencé en 1809 et se termine en 1825 ; elle est l'aînée de six frères. Sa première éducation comprend les classiques de la littérature espagnole et les écrits de Pedro Calderón de la Barca. Après le décès de son père, elle devient aveugle à l'âge de 14 ans,. Elle subit ensuite une opération des yeux, sans succès,.
Son frère Auguste Mujía prend du temps pour lui lire à sa sœur des œuvres religieuses et littéraires. Il écrit également les lettres qu'elle lui dicte, et transcrit sa poésie. Bien qu'elle lui ait fait promettre de garder ses œuvres secrètes, il récite son poème « La ciega » (« La Femme aveugle ») à un ami. Ce poème est ensuite publié dans le journal Eco de la Opinión en 1850, et devient l'un des poèmes les plus célèbres de María Josefa Mujía. Selon Gabriel René Moreno, elle participe ensuite au concours national pour rédiger une inscription sur la tombe de Simón Bolívar.
María Josefa Mujía souffre de dépression après la mort de son frère Auguste en 1854. Sa mère et deux de ses autres frères sont morts aussi. Elle cesse de produire de la poésie pendant plusieurs années jusqu'à ce que son neveu Ricardo Mujía écrive sous sa dictée et diffuse ses vers. Il souligne plus tard la nature improvisée des poèmes de sa tante, racontant qu'ils n'ont jamais été révisés ni corrigés.
María Josefa Mujía meurt à Sucre le 30 juillet 1888.

## Œuvre littéraire
María Josefa Mujía est l'autrice de plus de 320 poèmes et d'un roman. Elle traduit des œuvres italiennes et françaises, notamment celles d'Alphonse de Lamartine et de Victor Hugo. Ses œuvres sont publiées dans des magazines et des journaux comme El Cruzado,. Elle est considérée comme la première femme écrivain de Bolivie depuis son indépendance et elle est l'une des premières poétesses romantiques du pays. À côté de poètes moins importants comme Néstor Galindo, Ricardo José Bustamante et Manuel José Tovar, elle constitue le socle du romantisme bolivien.
Le style poétique personnel et douloureux de María Josefa Mujía s'inspire de sa propre cécité. Ses vers mélancoliques trahissent son profond pessimisme. En raison du caractère parfois tragique de ses vers, elle est surnommée « la Alondra del dolor » (l'Alouette de la douleur).
Enrique Finot, dans son Histoire de la littérature bolivienne, décrit son œuvre comme étant imprégnée d'une profonde sincérité et possédant une charmante simplicité de forme. En louant son poème « Arbol de la esperanza » (« arbre d'espérance »), le critique littéraire espagnol Marcelino Menéndez y Pelayo écrit que ses vers sont d'un lyrisme beaucoup plus intimiste que tout autre ouvrage du Parnasso boliviano,.
L'ensemble de son œuvre est rassemblée par Gustavo Jordán Ríos en 2009 dans María Josefa Mujía : Obra Completa (Œuvres complètes).